# Неткув
Неткув (пол. Nietków, нім. Polnisch Nettkow, after 1937: Schlesisch Nettkow) — село в Польщі, у гміні Червенськ Зеленогурського повіту Любуського воєводства.
Населення — 1391 особа (2011).

## Демографія
Демографічна структура станом на 31 березня 2011 року:
|          | Загалом | Допрацездатний вік | Працездатний вік | Постпрацездатний вік |
| -------- | ------- | ------------------ | ---------------- | -------------------- |
| Чоловіки | 668     | 163                | 463              | 42                   |
| Жінки    | 723     | 159                | 434              | 130                  |
| Разом    | 1391    | 322                | 897              | 172                  |